# Schwedische Meisterschaften im Biathlon 2024
Die schwedischen Meisterschaften im Biathlon 2024 fanden zwischen dem 23. und 25. März 2024 im Pagla skidstadion von Boden statt. Neben den Meisterschaften für die Senioren wurden die Konkurrenzen in Sprint, Massenstart und Single-Mixed-Staffel auch für verschiedene Altersklassen im Jugend- und Juniorenbereich ausgetragen.
Nicht am Start war Martin Ponsiluoma. Peppe Femling, Mona Brorsson und Oskar Brandt bestritten ihre letzten Wettkämpfe als aktiver Biathlet.

## Zeitplan
| Datum          | Männer                         | Männer                         | Frauen                         | Frauen                         |
| -------------- | ------------------------------ | ------------------------------ | ------------------------------ | ------------------------------ |
| 23. März (Sa.) | 10:15 Uhr                      | Sprint (10 km)                 | 12:20 Uhr                      | Sprint (7,5 km)                |
| 24. März (So.) | 10:15 Uhr                      | Massenstart (15 km)            | 12:25 Uhr                      | Massenstart (12,5 km)          |
| 25. März (Mo.) | 10:35 Uhr Single-Mixed-Staffel | 10:35 Uhr Single-Mixed-Staffel | 10:35 Uhr Single-Mixed-Staffel | 10:35 Uhr Single-Mixed-Staffel |

Alle Startzeiten in MEZ.

## Männer

### Sprint (10 km)
| Platz | Starter              | Verein             | Zeit        | Schießfehler |
| ----- | -------------------- | ------------------ | ----------- | ------------ |
| 1     | Jesper Nelin         | Piteå SK           | 26:42,4 min | 0+0          |
| 2     | Henning Sjökvist     | Biathlon Östersund | +31,3       | 0+0          |
| 3     | Oskar Brandt         | I 2 IF             | +51,9       | 1+1          |
| 4     | Sebastian Samuelsson | I 21 IF            | +56,6       | 1+0          |
| 5     | Viktor Brandt        | I 2 IF             | +57,3       | 0+2          |
| 6     | Simon Hallström      | Lima SG            | +1:09,6     | 1+0          |
| 7     | Malte Stefansson     | Oxbergs IF         | +1:43,3     | 2+1          |
| 8     | Anton Ivarsson       | Tullus SK          | +1:45,9     | 0+1          |
| 9     | Emil Nykvist         | Skidklubben Bore   | +1:55,5     | 2+0          |
| 10    | Tobias Arwidson      | Lima SKG           | +2:03,8     | 2+0          |

Start: 23. März 2023

### Massenstart (15 km)
| Platz | Starter              | Verein                    | Zeit        | Schießfehler |
| ----- | -------------------- | ------------------------- | ----------- | ------------ |
| 1     | Jesper Nelin         | Piteå SK                  | 42:11,8 min | 0+1+0+1      |
| 2     | Viktor Brandt        | I 2 IF                    | +14,6       | 2+0+0+1      |
| 3     | Sebastian Samuelsson | I 21 IF                   | +59,2       | 2+0+1+3      |
| 4     | Peppe Femling        | Piteå SK                  | +1:04,2     | 1+2+0+1      |
| 5     | Henning Sjökvist     | Biathlon Östersund        | +1:05,9     | 0+0+2+2      |
| 6     | Emil Nykvist         | Skidklubben BoreTullus SG | +1:09,1     | 1+0+2+2      |
| 7     | Tobias Arwidson      | Lima SKG                  | +1:59,8     | 0+1+0+0      |
| 8     | Melker Nordgren      | Ornäs IK                  | +2:08,8     | 0+0+1+2      |
| 9     | Alfred Eriksson      | Dala-Järna IK             | +2:19,9     | 2+0+0+2      |
| 10    | Anton Ivarsson       | Tullus SG                 | +2:33,2     | 0+3+0+0      |

Start: 24. März 2023

## Frauen

### Sprint (7,5 km)
| Platz | Starter                | Verein             | Zeit        | Schießfehler |
| ----- | ---------------------- | ------------------ | ----------- | ------------ |
| 1     | Hanna Öberg            | Piteå SK           | 23:26,8 min | 0+1          |
| 2     | Anna Magnusson         | Piteå SK           | +1:01,2     | 1+1          |
| 3     | Elvira Öberg           | Piteå SK           | +1:08,0     | 3+1          |
| 4     | Anna-Karin Heijdenberg | Tullus SG          | +1:20,5     | 0+1          |
| 5     | Mona Brorsson          | Finnskoga IF       | +1:20,7     | 0+1          |
| 6     | Johanna Skottheim      | Lima SKG           | +1:42,3     | 2+1          |
| 7     | Ella Halvarsson        | Biathlon Östersund | +2:21,2     | 0+0          |
| 8     | Anna Hedström          | I 21 IF            | +2:27,4     | 1+2          |
| 9     | Stina Nilsson          | Lima SKG           | +2:31,9     | 3+3          |
| 10    | Erika Österman         | Häverödals SK      | +2:34,9     | 1+0          |

Start: 23. März 2024

### Massenstart (12,5 km)
| Platz | Starter                | Verein             | Zeit        | Schießfehler |
| ----- | ---------------------- | ------------------ | ----------- | ------------ |
| 1     | Elvira Öberg           | Piteå SK           | 39:32,5 min | 2+0+0+1      |
| 2     | Hanna Öberg            | Piteå SK           | +25,1       | 2+0+0+2      |
| 3     | Mona Brorsson          | Finnskoga IF       | +34,2       | 0+0+0+1      |
| 4     | Anna Magnusson         | Piteå SK           | +50,5       | 1+1+2+0      |
| 5     | Emma Nilsson           | Skidklubben Bore   | +1:00,6     | 0+0+0+1      |
| 6     | Anna-Karin Heijdenberg | Tullus SG          | +1:10,9     | 0+1+0+1      |
| 7     | Stina Nilsson          | Lima SKG           | +1:31,7     | 1+1+1+1      |
| 8     | Ella Halvarsson        | Biathlon Östersund | +2:11,5     | 1+0+1+0      |
| 9     | Johanna Skottheim      | Lima SKG           | +2:24,7     | 0+0+3+1      |
| 10    | Anna Hedström          | I 21 IF            | +2:58,1     | 2+0+2+1      |

Start: 23. März 2024

## Single-Mixed-Staffel
| Platz | Starter                                    | Verein               | Zeit        | Strafrunden + Nachlader |
| ----- | ------------------------------------------ | -------------------- | ----------- | ----------------------- |
| 1     | Peppe Femling Anna Magnusson               | Piteå SK 2           | 37:18,4 min | 0+9                     |
| 2     | Emil Nykvist Emma Nilsson                  | SK Bore Torsby 1     | +32,6       | 0+10                    |
| 3     | Sebastian Samuelsson Anna Hedström         | I21 IF 1             | +33,2       | 2+13                    |
| 4     | Tobias Arwidson Stina Nilsson              | Lima SKG 1           | +35,8       | 1+11                    |
| 5     | Hanna Öberg Elvira Öberg                   | Piteå SK 1           | +37,6       | 1+9                     |
| 6     | Jesper Nelin Ella Halvarsson               | Biathlon Östersund 1 | +59,4       | 0+11                    |
| 7     | Anton Ivarsson Anna-Karin Heijdenberg      | Tullus SG 1          | +1:08,2     | 2+9                     |
| 8     | Henning Sjökvist Felicia Lindqvist         | Biathlon Östersund 2 | +2:05,5     | 1+9                     |
| 9     | Sebastian Jansson Saadio Johanna Skottheim | Lima SKG 2           | +2:14,5     | 3+17                    |
| 10    | Oskar Ohlsson Bente Skåle                  | Tullus SG 2          | +3:15,1     | 1+11                    |

Start: 25. März 2024